# 陈安玉
陈安玉（1923年—1993年），女，四川开江人，中国口腔矫形学家，曾任华西医科大学教授、博士生导师。